# Antihrvatstvo
Antihrvatstvo ili protuhrvatstvo je termin koji opisuje nastojanja usmjerena protiv interesa i samog opstanka hrvatskog naroda i države, često poričući smislenost postojanja hrvatskog naroda, samobitnost njegovog jezika i povijesti i pravo na svoju državu.
Pojam ima stanovitu srodnost s pojavom koja se u Njemačkoj naziva "Antideutsche" (protunjemstvo). Postoji i donekle slična pojava poznata pod nazivom "židovska samomržnja", koja se u povijesti pokazivala kao težnja među Židovima za dokidanjem židovstva radi asimilacije u druge narode (njem. Jüdischer Selbsthass, engl. self-hating Jews), a danas kao zalaganje za ukidanje Države Izraela.
Nastojanjima da se hrvatsko narodno područje ugradi u ekspanzionističke koncepcije drugih naroda (susjednih, gdje se težilo razdiobi hrvatskih teritorija i/ili dokidanju hrvatske nacije) nerijetko su se pridruživali hrvatski sinovi, pa se govori o talijanašima, mađaronima, slavoserbima i sl. Kao primjer antihrvatstva dovedenog do krajnjih konzekvenci, navodi se primjer projugoslavenske organizacije ORJUNA s članstvom u velikom dijelu regrutiranom iz reda etničkih Hrvata koja se između dva svjetska rata istaknula batinaškim napadima na hrvatske domoljube, a čiji su članovi u Drugom svjetskom ratu u značajnom broju stupili u redove četnika; ideologija te organizacije je odbacivala hrvatsku nacionalnu ideju kao "degenerativnu" - jer je bila u opreci s ostvarivanjem jugounitarističkog projekta.
Na praktičnoj razini, protuhrvatstvo se često preklapa s kroatofobijom, kao mržnjom prema Hrvatima i Hrvatskoj.

## Korištenje termina
Istaknuti komunistički političar (i sociolog) Stipe Šuvar koristi termin 1987. godine u ovakvom kontekstu: "Hrvatski je nacionalizam nakon 71. dobio po prstima, ali je ostao pritajen i ponovo se podmuklo širi... Djelovanje hrvatskog nacionalizma na području jezika već je urodilo otrovnim plodovima. Strateški je pritom cilj, a na njemu se uporno i sistematski radi nakon 1971., ne više na bučan, već na perfidan način, raskidanje jezičnog zajedništva hrvatskog i drugih naših naroda koji govore jednim, hrvatskim ili srpskim, odnosno srpskohrvatskim jezikom uz sve varijantske razlike...Hrvatski nacionalisti uporno se bore za poseban (nacionalni) hrvatski jezik. Da bi prikrili da oni neprestano proizvode i produbljuju incidentna stanja, optužuju svakoga tko upozori na to za unitarizam i antihrvatsku zavjeru".
Igor Zidić, pišući kao predsjednik Matice Hrvatske o djelovanju Franje Tuđmana u okrilju te organizacije 1970. – 1971. god., koristi termin ovako: "Odavde se, kao njezin zastupnik, dužnosnik, autor i urednik – u vrijeme dok sam vodio Hrvatski tjednik – uputio dr. Franjo Tuđman na tribine hrvatskih gradova i sela, držeći poticajne govore i nudeći svojim slušateljima najrazrađeniju hrvatsku političku doktrinu – onu braće Radića, aktualiziranu i homogeniziranu njegovim iskustvom povjesnika obiju Jugoslavija – obiju idealističko-utopijskih, represivnih, antihrvatskih, monarhističko-diktatorskih i komunističko autokratskih."
Prof. dr. Matko Marušić u srpnju 2017. godine piše: "Današnje antihrvatstvo počiva na jednoj jedinoj jakoj polugi: antihrvati sebe prvo proglase antifašistima, a onda sve što im nije po volji, jer je hrvatsko, proglašavaju fašizmom. Budući da je borba protiv fašista važna i Zapadu, i najmiroljubiviji i najdemokratskiji Hrvati-domoljubi načas se nađu na strani ustaša i – Hitlera."